# Приближение малых углов
Приближение малых углов — математический приём, позволяющий вычислять тригонометрические функции для малых углов по следующим приближённым формулам:
{\displaystyle {\begin{aligned}\sin \theta &\approx \tan \theta \approx \theta ,\\[5mu]\cos \theta &\approx 1-{\tfrac {1}{2}}\theta ^{2}\approx 1,\end{aligned}}}
если угол {\displaystyle \theta } выражен в радианах.
Приближение широко используется в фундаментальных и прикладных технических науках, в том числе механике, оптике, астрономии. Одним из важных применений приближения является упрощение вида дифференциальных уравнений для случаев малых отклонений вблизи положения равновесия.

## Обоснования применимости

### Геометрическое

Прямоугольный треугольник с малым острым углом

Для прямоугольного треугольника с малым острым углом {\displaystyle \theta } длина прилежащего катета {\displaystyle A} приблизительно равна длине гипотенузы {\displaystyle H}, а противолежащий катет {\displaystyle O} примерно равен по длине дуге {\displaystyle S} окружности с радиусом, равным гипотенузе.
Тогда 
{\displaystyle {\begin{aligned}\cos \theta ={\frac {A}{H}}&\approx {\frac {H}{H}}=1,\\[5mu]\tan \theta ={\frac {O}{A}}&\approx {\frac {O}{H}}=\sin \theta \approx {\frac {S}{H}}={\frac {\theta \cdot H}{H}}=\theta \end{aligned}}}